# فردریش مونتر
فردریش کریستین کارل هاینریش مونتر (به آلمانی: Friedrich Christian Carl Heinrich Münter) (14 اکتبر 1761 - 9 آوریل 1830) محقق، متخصص الهیات و اسقف نشین زیلند آلمانی-دانمارکی از سال 1808 تا زمان مرگش بود. نام او نیز فریدریش مونتر ثبت شده است.

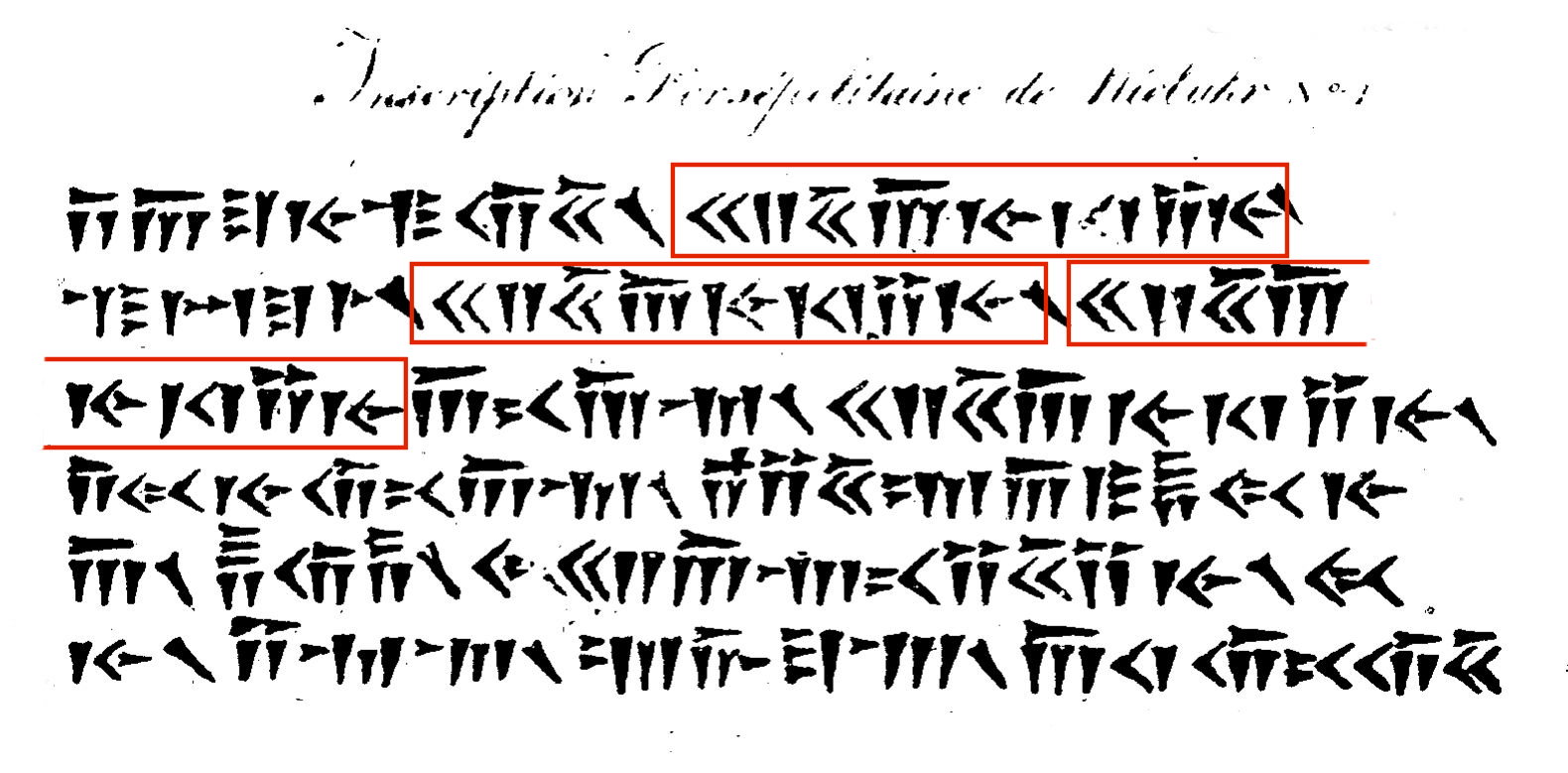
فردریش مونتر توانسته بود به درستی کلمه "𐎧𐏁𐎠𐎹𐎰𐎡𐎹" را که در کتیبه داریوش یکم در تخت جمشید متناوباً تکرار شده بود، رمزگشایی کند و او فهمید این کلمه به معنی «شاه» است. در تصویر دوره کلمه شاه خط قرمز کشیده شده است.

علاوه بر سمت خود به‌عنوان اسقف زیلاند در کلیسای دانمارک، مونتر همچنین استاد الهیات در دانشگاه کپنهاگ، شرق‌شناس، تاریخ‌نگار کلیسا، باستان‌شناس و عضو فراماسونری بود.

## زندگی شخصی
فریدریش مونتر در ۱۴ اکتبر ۱۷۶۱ در شهر گوتا به دنیا آمد. پدر او، بالتازار مونتر، یک روحانی بود. خانواده او در سال ۱۷۶۵ به کپنهاگ نقل مکان کردند، جایی که پدرش به‌عنوان کشیش کلیسای سنت پیتر مشغول به کار شد. در کپنهاگ، فریدریش در خانه کشیشی آموزش خصوصی دید و از همراهی بسیاری از آشنایان برجسته پدرش لذت می‌برد، از جمله باستان‌شناس کارستن نیبور، استاد الهیات یوهان آندریاس کرامر و شاعران فریدریش گوتلیب کلوبشتوک و هاینریش ویلهلم فون گرستنبرگ. خواهر مونتر، سوفی کریستیانه فریدریکه برون، نویسنده‌ای مشهور و از اعضای طبقه بالا بود.
در سال ۱۷۹۱، مونتر با ماریا الیزابت کرون (۱۷۷۱–۱۸۴۲) ازدواج کرد. اولین فرزندشان، بالتازار (۱۷۹۴–۱۸۶۷)، در کپنهاگ به دنیا آمد و بعدها کشیش شد. دومین پسر آن‌ها، کارل ویلهلم تئودور مونتر (۱۷۹۸–۱۸۴۱)، به‌عنوان یک کارمند دولتی فعالیت کرد. دخترشان، ماریا فردریکا فرانزیسکا مونتر (۱۷۹۶–۱۸۷۱)، با نام "فنی" شناخته می‌شد. در سال ۱۸۱۵، فنی با یاکوب پیتر مینستر ازدواج کرد که چهار سال پس از مرگ مونتر، به اسقف زیلاند منصوب شد.

## شغل
در سال ۱۷۸۱، فریدریش مونتر تحصیلات خود را در دانشگاه گوتینگن آغاز کرد و در سال ۱۷۸۴ به‌عنوان اولین پروتستان از دانشگاه فولدا دکترای فلسفه دریافت کرد. پس از آن، پادشاه کریستین هفتم دانمارک او را به ایتالیا و سیسیل فرستاد تا تحصیلات خود را ادامه دهد. در رم، مونتر با استفانو بورجیا، که بعدها کاردینال شد، ارتباط داشت و در آنجا زبان قبطی را فرا گرفت. در سال ۱۷۸۷، او به کپنهاگ بازگشت و استاد دانشگاه کپنهاگ شد.
تصویر‌نوشته‌ای از تخت‌جمشید، مربوط به داریوش بزرگ، که عبارت "𐎧𐏁𐎠𐎹𐎰𐎡𐎹" چندین بار در آن ظاهر شده است (برجسته شده) و توسط مونتر به درستی به معنای "شاه" تشخیص داده شد.
مونتر به گردآوری و توصیف نسخه‌های خطی موجود در کتابخانه‌های برجسته ایتالیا پرداخت. او برای اولین بار کدکس نانیانوس را گردآوری کرد و بخش‌هایی از این کدکس را برای آندریاس بیرچ ارسال کرد. بیرچ از این بخش‌ها در نسخه خود از متن چهار انجیل به زبان یونانی استفاده کرد. مونتر همچنین به مطالعه کتیبه‌های تخت‌جمشید پرداخت و نقش مهمی در مراحل اولیه رمزگشایی خط میخی داشت. او کشف کرد که کلمات در این کتیبه‌ها با یک خط مورب (𐏐) از هم جدا شده‌اند و این بناها مربوط به دوران کوروش و جانشینان او هستند. یک واژه (𐎧𐏁𐎠𐎹𐎰𐎡𐎹) که بدون تغییر در ابتدای هر کتیبه ظاهر می‌شود، به‌درستی توسط مونتر به معنای "شاه" تفسیر شد. این یافته‌ها پایه‌های رمزگشایی خط میخی فارسی باستان توسط گروتفند در سال ۱۸۰۲ را فراهم کرد.
اثر اصلی مونتر، "دین کارتاژها" (کپنهاگ، ۱۸۱۶) است. نسخه دوم این کتاب (۱۸۲۱) با تحقیقات جدید گسترش یافت. سایر آثار او شامل "نامه‌ای به کرویتزر درباره بت‌های ساردین" (کپنهاگ، ۱۸۲۲)، "معبد الهه آسمانی در پافوس" (کپنهاگ، ۱۸۲۴)، و "دین بابلیان" (کپنهاگ، ۱۸۲۷) است. برخی از آثار کوچک باستان‌شناسی مونتر در کتاب "مطالعات باستان‌شناسی" (کپنهاگ، ۱۸۱۶) منتشر شدند.
در زمینه سکه‌شناسی، مونتر آثاری مانند "درباره سکه سربی زنوبیا، ملکه شرق، و سکه برنزی پالمیرا" (سن‌پترزبورگ، ۱۸۲۳) و "درباره سکه‌های پادشاهان وندالی کارتاژ" نوشت.
در سال ۱۸۲۹، او به عضویت انجمن فلسفی آمریکا انتخاب شد.

## آثار
- Sinnbilder und Kunstvorstellungen der alten Christen (1825)
- Betrachtung über die natürliche Religion (1805)
- De aetate versionum Novi Testamenti copticorum (1790)
- Dr. Balthasar Münters Leben und Charakteristik (1793)
- Nachrichten über beide Sizilien (1790)
- Efterretninger om begge Sicilierne (1790)
- Statutenbuch des Ordens der Tempelherren (1794)
- Vermischte Beyträge zur Kirchengeschichte (1798)
- Die Offenbarung Johannis metrisch ins Deutsche übersetzt (1784)
- Fragmenta Patrum Graecorum edidit & illustr (1788)

## ادبیات
- Jørgensen, C. (1898). "Münter, Friedrich Christian Carl Hinrich".  In Bricka, Carl Frederik (ed.). Dansk biografisk leksikon (به دانمارکی). Vol. XII: Münch–Peirup. Copenhagen: Gyldendal. pp. 25–33.
- Münter, Frederik (1925–1949).  Rasmussen, Alexander; Andreasen, Øjvind (eds.). Frederik Münter: et Mindeskrift. Vol. 1–7. Haase.
- Perrone, Nico (2006). La Loggia della Philantropia: un religioso danese a Napoli prima della rivoluzione con la corrispondenza massonica e altri documenti [The Philantropia Lodge: A Danish Priest in Naples before the Revolution with Masonic Papers and Other Documents] (به ایتالیایی). Palermo: Sellerio. ISBN 9788838921414.

## لینک به خارج
- فردریش مونتر. In: Biographisch-Bibliographisches Kirchenlexikon (BBKL).  (آلمانی)

## منبع
- مشارکت‌کنندگان ویکی‌پدیا. «Friedrich Münter». در دانشنامهٔ ویکی‌پدیای انگلیسی، بازبینی‌شده در ۲۰۲۴-۰۹-۰۶.